# Корека
Ко̀река (на италиански: Coreca, на неаполитански: Coraca, на сицилиански: Coraca) е кметство (на италиански: frazione) и пристанище в община Амантеа (с център град Амантеа), провинция Козенца (с център град Козенца), регион Калабрия в Южна Италия. Населението му е около 700 жители. Разположен е в близост до границата с Кампора Сан Джовани.

## Граници и територия
Корека граничи на запад с южната част на Тиренско море и е заобиколен от областния град Амантеа на юг, където започва границата с Кампора Сан Джовани. Територията се състои главно от скалист нос, като в равнината се намира центърът на града. Тя, също така, включва хълмиста местност и обширни плажове. Климатът е мек.

## Икономика
Основният отрасъл на Корека, както и в близкия Кампора Сан Джовани, е секторът на туризма и хотелиерството, разработени благодарение на красотата на крайбрежието. Популярни са Корекските скали, които от 1960-те години се използват и от радиолюбители – местните скали се оказали удобни за сеанси на радиовръзка.
Има и някои малки фабрики, развита е хранително-вкусовата промишленост.

## Населени пунктове
На територията на Корека са разположени следните села:
- Формичике
- Джасконе (на местния диалект:  Juascugnu )
- Гроте (на местния диалект: „i Grutti“)
- Ла Пиетра ( a Petraja )
- Маринела (от 2011)
- Олива (от 2011)
- Стритуре (през 2008 – 2011 г. е част от Кампора Сан Джовани)
- Салто да Дзита
- Сколера

## История
В древни времена първите гръцки заселници от Коринт кръстили района Κόρακας („Коракас“), което означавало „място на врани“ и им напомняло за гарваните в родния им Коринт, където имало много от тях. Дълго време в тази област е нямало автономни селища, но е имало само междинен пункт за моряци и пътешественици, отбелязван на картите по време на Римската империя като Ager Caricum (до началото на 13 век). Тук спирали тези, които плавали до Еолийските острови.
На това място от 1800 г. започват да се заселват хора от околните селища. През 1943 г. Корека се използва като стратегическа точка по време на операциите на антихитлеристката коалиция. През 50-те години населението на Корека преживява безработица и следвоенен упадък, във връзка с което част от него емигрира във Венецуела. През 60-те години. времената стават по-проспериращи и туристите започват да посещават Корека. Освен всичко друго, местните скали се оказват удобни за радиолюбители, които организират помежду си сеанси на връзка.

## Паметници и забележителности

### Площад „Мадона дели Анджели“ (Дева Мария от Ангелите)
На 2 април 2003 г. с общинска резолюция започват работите по изграждането на площада, които са завършени на 5 май 2005 г. Много малкият, но живописен площад е домакин на летните събития в селото, а от 2015 г. носи името Мадона дели Анджели заради близостта до едноименната църква, а също и заради наличието на малка ниша със статуетка на Мадоната. Площадът се управлява, почиства и поддържа от местната туристическа асоциация от 2013 г.

### Църква „Мадона дели Анджели“
На 1 октомври 1964 г. започва работата по изграждането на църквата в Корека, която е посветена на „Мадона дели Анджели (Дева Мария от Ангелите). Работата приключва през 1965 г. в присъствието на местната власт. Църквата е построена в модерен, но много трезвен стил, може да побере 65 души. Всяка година по време на патронния празник (22 август) има шествие по улиците на централното село.

### Пещери Корека
Тези пещери са били железни мини в древния град Темеза, след това по време на Втората световна война са сужили като убежище за местните жители и за англо-американските войници, които ги използват като складове. По-късно се използва за коледни и великденски събития до началото на 2000-те.

### Кула на Корека или „Turriella“
Тази кула, частично срутена на приземния етаж, има известно историческо значение, тъй като представлява смес от стилове, сменяли се през вековете, и е използвана главно като араби, след това норманите и различни владетели на територията. Намира се на север от село Корека, по склоновете на хълма Тувуло, с лесен достъп до пътя Тонара на север и от Маринела на юг.

## Галерия
- Църквата „Мадона дели Анджели“ в Корека
- Вътрешността на църквата в Корека
- Статуята на Мадона дели Анджели в Корека
- Площадът на Корека вечер
- Площадът на Корека, нощна панорама
- Кулата „Turriella“
- TЗаливът на Корека
- Плажът на Корека, гледан от La Scogliera
- Скалите на Корека
- Пещерата на Корека
- Salto da Zita